# Прима (дочь Ромула)
Прима (лат. Prima; от лат. prima — «первая») — персонаж древнеримских легенд, дочь Ромула и (по одному из вариантов) Герсилии, сестра Авилия. Согластно Плутарху, своё имя первая получила так как была первенцем Ромула.
По мнению российского исследователя Александра Коптева, Прима вышла замуж за альбанского патриция Прокула Юлия, который должен был стать новым царём Рима. Однако население Рима выбрало новым царем сабинянина Нуму Помпилия. Исследователь также предполагал, что третий царь — Тулл Гостилий, был сыном Прокула Юлия и Примы.